# لودویخ ویلمس
لودویخ ویلمس (انگلیسی: Ludwig Willems؛ زادهٔ ۷ فوریهٔ ۱۹۶۶ ‏(۵۹ سال)) دوچرخه‌سوار اهل بلژیک است.